# Andrzej Jakubiak
Andrzej Jakubiak (ur. 25 września 1959 w Warszawie) – polski samorządowiec, urzędnik państwowy i radca prawny.
W latach 2006–2011 wiceprezydent Warszawy, w latach 2011–2016 przewodniczący Komisji Nadzoru Finansowego.

## Życiorys
W 1982 ukończył studia na Wydziale Prawa i Administracji Uniwersytetu Warszawskiego. Następnie do 1991 pracował w Ministerstwie Pracy i Polityki Socjalnej. W latach 1991–2006 był związany z Narodowym Bankiem Polskim, w którym pełnił m.in. funkcję zastępcy dyrektora Generalnego Inspektoratu Nadzoru Bankowego, dyrektora departamentu prawnego i od 1998 członka Zarządu NBP. 5 grudnia 2006 został powołany na stanowisko zastępcy prezydenta Warszawy.
12 października 2011 objął stanowisko przewodniczącego Komisji Nadzoru Finansowego, zastępując Stanisława Kluzę. Zajmował je przez okres pięcioletniej kadencji. Po odejściu z KNF objął stanowisko zastępcy dyrektora działu prawnego mBanku.
6 grudnia 2018 został zatrzymany na polecenie prokuratora Prokuratury Regionalnej w Szczecinie pod zarzutem przestępstw urzędniczych mających polegać na niedopełnieniu obowiązków na szkodę m.in. Bankowego Funduszu Gwarancyjnego. W lutym 2019 sąd uznał jego zatrzymanie za niezasadne.